# Malthomyces coimbatoricus
Malthomyces coimbatoricus är en svampart som först beskrevs av T.S. Ramakr. & K. Ramakr., och fick sitt nu gällande namn av K.D. Hyde & P.F. Cannon 1999. Malthomyces coimbatoricus ingår i släktet Malthomyces och familjen Phyllachoraceae.   Inga underarter finns listade i Catalogue of Life.